# ۲۵۱ (عدد)
۲۵۱ (عدد)یک عدد طبیعی است که بعد از ۲۵۰ و قبل از ۲۵۲ قرار دارد.